# Лунка (комуна, Муреш)
Лунка (рум. Lunca) — комуна у повіті Муреш в Румунії. До складу комуни входять такі села (дані про населення за 2002 рік):
- Бейца (864 особи)
- Лоджиг (466 осіб)
- Лунка (628 осіб) — адміністративний центр комуни
- Синту (409 осіб)
- Фрунзень (484 особи)

Комуна розташована на відстані 293 км на північний захід від Бухареста, 33 км на північ від Тиргу-Муреша, 74 км на схід від Клуж-Напоки.

## Населення
За даними перепису населення 2002 року у комуні проживала 2851 особа.
Національний склад населення комуни:
| Національність | Кількість осіб | Відсоток |
| -------------- | -------------- | -------- |
| румуни         | 2699           | 94,7%    |
| угорці         | 67             | 2,4%     |
| цигани         | 46             | 1,6%     |
| німці          | 39             | 1,4%     |

Рідною мовою назвали:
| Мова      | Кількість осіб | Відсоток |
| --------- | -------------- | -------- |
| румунська | 2753           | 96,6%    |
| угорська  | 62             | 2,2%     |
| німецька  | 36             | 1,3%     |

Склад населення комуни за віросповіданням:
| Релігія                                       | Кількість осіб | Відсоток |
| --------------------------------------------- | -------------- | -------- |
| православні                                   | 2537           | 89,0%    |
| греко-католики                                | 200            | 7,0%     |
| реформати                                     | 61             | 2,1%     |
| лютерани (Синодально-пресвітеріанська церква) | 39             | 1,4%     |
| римо-католики                                 | 3              | 0,1%     |
| п'ятдесятники                                 | 1              | < 0,1%   |
| унітарії                                      | 1              | < 0,1%   |

## Зовнішні посилання
- Дані про комуну Лунка на сайті Ghidul Primăriilor